# Хикари
Хикари (яп. 光市 Хикари-си) — город в Японии, находящийся в префектуре Ямагути. Площадь города составляет 91,94 км², население — 51 744 человека (1 августа 2014), плотность населения — 562,80 чел./км².

## Географическое положение
Город расположен на острове Хонсю в префектуре Ямагути региона Тюгоку. С ним граничат города Кудамацу, Сюнан, Янаи, Ивакуни и посёлок Табусе.

## История
Хикари был основан 1 апреля 1943 года. 1 июля 1955 года в него влилось село Суо, а 4 октября 2004 года — посёлок Ямато.

## Население
Население города составляет 51 744 человека (1 августа 2014), а плотность — 562,80 чел./км². Изменение численности населения с 1980 по 2005 годы:
| 1980 | 57 905 чел. |  |
| 1985 | 58 228 чел. |  |
| 1990 | 56 410 чел. |  |
| 1995 | 55 408 чел. |  |
| 2000 | 54 680 чел. |  |
| 2005 | 53 971 чел. |  |

## Символика
Деревом города считается Pinus thunbergii, цветком — цветок сливы японской.